# Pollostacris
Pollostacris is een geslacht van rechtvleugeligen uit de familie veldsprinkhanen (Acrididae). De wetenschappelijke naam van dit geslacht is voor het eerst geldig gepubliceerd in 1979 door Amédégnato & Descamps.

## Soorten
Het geslacht Pollostacris omvat de volgende soorten:
- Pollostacris expolita Amédégnato & Descamps, 1979
- Pollostacris nigrithorax Amédégnato & Descamps, 1979
- Pollostacris virgulticola Amédégnato & Descamps, 1979